# 산지땃쥐
산지땃쥐(Crocidura montis) 또는 산지흰이땃쥐는 땃쥐과에 속하는 포유류의 일종이다. 케냐와 수단, 탄자니아, 우간다에서 발견된다. 자연서식지는 아열대 또는 열대 기후 지역의 습윤 산지 숲과 계절적으로 침수 또는 범람하는 저지대 초원이다. 서식지 감소로 멸종 위협을 받고 있다.